# شیبلوی علیا (پلدشت)
آشاغی شیبلو، روستایی است از توابع بخش ارس و در شهرستان پلدشت استان آذربایجان غربی ایران.

## جمعیت
این روستا در دهستان گچلرات شرقی قرار داشته و بر اساس سرشماری جمعیت آن 308نفر (96 خانوار) 
بوده است.